# 泛海國際

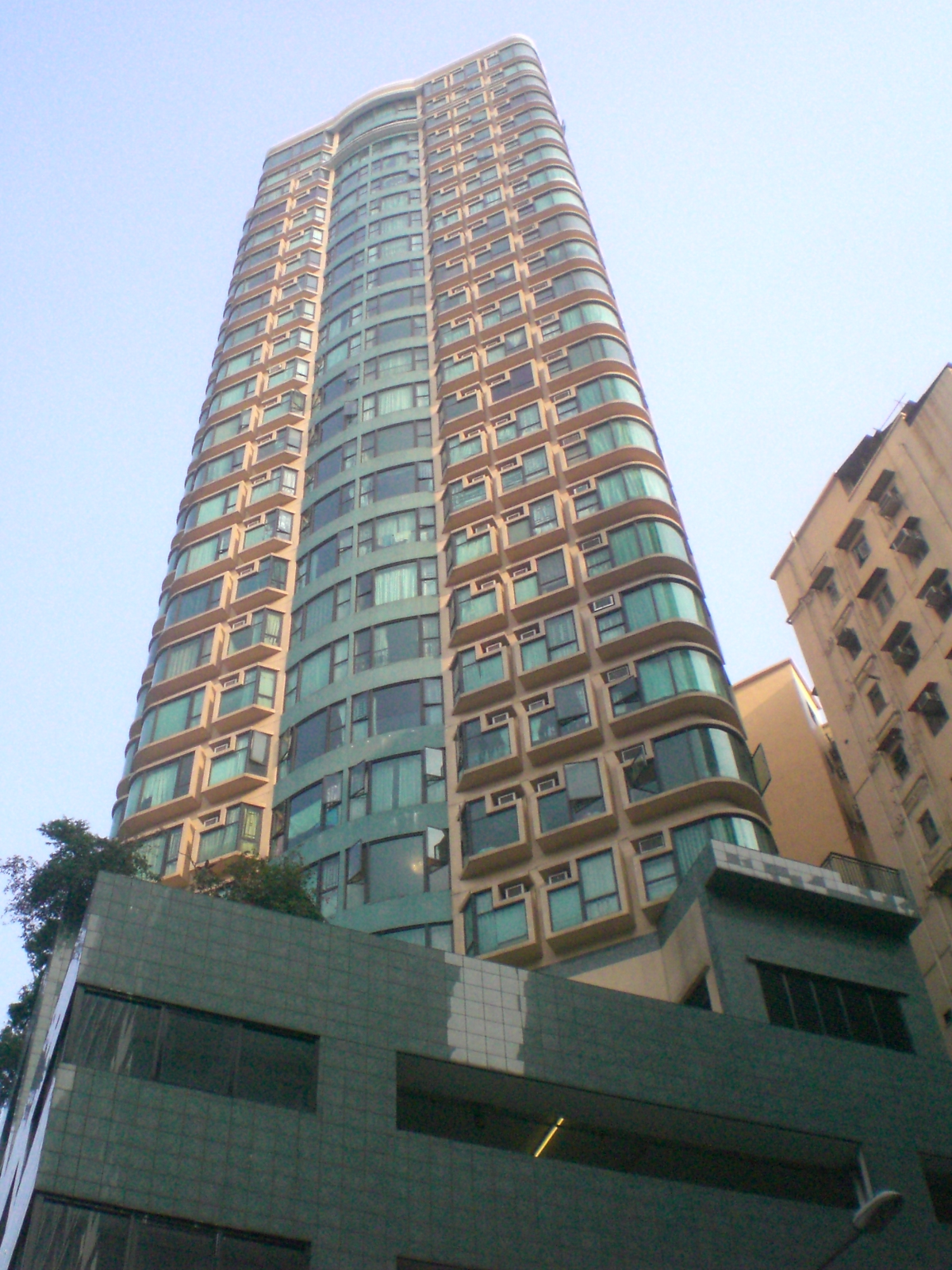
別樹一居

泛海國際集團有限公司，簡稱泛海國際集團，以及泛海國際（Asia Standard International Group Limited，港交所：0129），1963年成立，原名財務地產有限公司，簡稱財務地產（英語：ESTATE FINANCE LIMITED），股份在1973年1月24日於香港交易所主板上市，直至在1991年，由於被當時第一太平特別資產有限公司（由匯漢控股有限公司取代）收購成為旗下公司，1991年3月14日，開始更名為泛海國際集團有限公司至今，是泛海集團之一員，香港上市公司。喜豐集團有限公司為泛海集團旗下公司,泛海國際是泛海酒店集團（港交所：292）之大股東及香港地產發展商，生意包括物業投資、旅遊業及食肆等。泛海國際註冊地址在百慕達，總部在駱克道萬通保險大廈。
現時是在香港及全球經營房地產及股票投資。

## 地產發展項目
- 洪水橋洪安里1號滙都
- 旺角別樹一居
- 旺角別樹華軒
- 鯉魚門鯉灣天下
- 香港仔南灣御園
- 皇后大道中泛海大廈
- 西灣河耀興道88號星灣峰
- 灣仔萬通保險大廈（前稱美國萬通大廈及匯漢大廈）
- 淺水灣道Grosvenor Place
- 元朗屏山芙蓉園
- 北角馬寶道華匯中心
- 近水灣皇璧（The Westminster Terrace）
- 西貢沙下綜合發展用地（可建樓面逾92萬方呎，擬建79幢住宅，當中65座洋房、14座分層，合共提供769個單位）與新世界發展合作
- 軒尼詩道502號黃金廣場
- 渣甸山白建時道47至49號皇第 與資本策略旗下尚家生活及高富諾合作
- 西半山寶珊道23號寶峰 與資本策略及德祥地產合作
- 上水海禧華庭

## 酒店
- 九龍皇悅酒店
- 港島皇悅酒店
- 銅鑼灣皇悅酒店
- Empire Prestige Causeway Bay

## 外部連結
- 泛海國際官方網站 （页面存档备份，存于）

1. ↑  [海禧華庭樓底縮水 業主索償和解 https://www.property.hk/news_content.php?author=PHK_NEWSSPECIAL&id=2282 （页面存档备份，存于）]